# Конецполь (гмина)
Конецполь (пол. Koniecpol) — городско-сельская гмина (волость) в Польше, входит как административная единица в Ченстоховский повет, Силезское воеводство. Население — 10 446 человек (на 2004 год).

## Демография
| Перепись                       | Всего   | Всего | Женщины | Женщины | Мужчины | Мужчины |
| ------------------------------ | ------- | ----- | ------- | ------- | ------- | ------- |
| Единицы                        | человек | %     | человек | %       | человек | %       |
| Население                      | 10 446  | 100   | 5247    | 50,2    | 5199    | 49,8    |
| Плотность населения (чел./км²) | 71,2    | 71,2  | 35,8    | 35,8    | 35,4    | 35,4    |

## Сельские округа
1. Александрув
2. Михалув
3. Домброва
4. Рудники-Колёня
5. Стары-Конецполь
6. Кузница-Гродзиска
7. Кузница-Вонсовска
8. Люборча
9. Лабендзь
10. Лысакув
11. Лысины
12. Облясы
13. Околовице
14. Пяски-Пенковец
15. Радошевница
16. Рудники
17. Станиславице
18. Теодорув
19. Вонсош
20. Вулька
21. Загаце
22. Заленже
23. Заруг
24. Козакув
25. Стефанув

## Соседние гмины
1. Гмина Домброва-Зелёна
2. Гмина Лелюв
3. Гмина Пширув
4. Гмина Сецемин
5. Гмина Щекоцины
6. Гмина Влощова
7. Гмина Жытно